# 코레노아우소니오
코레노아우소니오(이탈리아어: Coreno Ausonio)는 이탈리아 라치오주 프로시노네도에 위치한 코무네다. 로마로부터 남동쪽 120km, 프로시노네로부터 남동쪽 50km 거리에 있다.

## 자매 도시
- 폴란드 브워니에